# Helictotrichon mannii
Helictotrichon mannii är en gräsart som först beskrevs av Pilg., och fick sitt nu gällande namn av Charles Edward Hubbard. Helictotrichon mannii ingår i släktet Helictotrichon och familjen gräs. IUCN kategoriserar arten globalt som nära hotad. Inga underarter finns listade i Catalogue of Life.